# Fink (Band)
Fink war eine deutsche Independent-Band aus Hamburg-St. Pauli. Sie wurde Mitte der 1990er gegründet und bestand bis Ende 2006. Kopf der Band war der Musiker und bildende Künstler Nils Koppruch. Er war auch für die anspruchsvollen, eigenwilligen deutschen Texte verantwortlich. Die Musik kann dem Alternative Country zugerechnet werden. Ein weiteres langjähriges Bandmitglied (seit 1997) war der Bassist Andreas Voß, der auch bei Halma spielt.

## Bandgeschichte

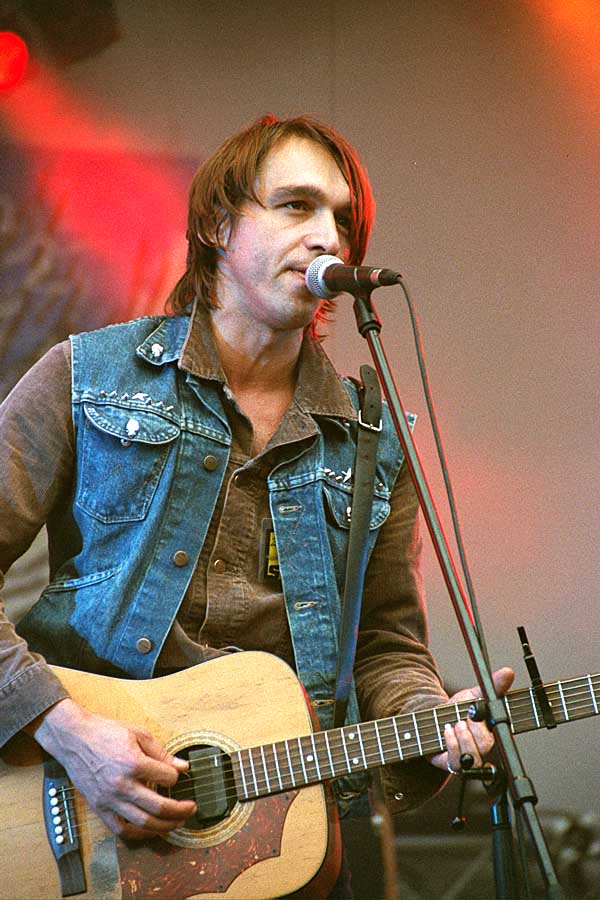
Auftritt von Fink 2000 auf dem Open Ohr Festival in Mainz. Sänger und Gitarrist Nils Koppruch

Die Hamburger Band Fink entstand 1996. Nils Koppruch (Gitarre, Gesang, harm) und Thorsten Carstens (Gitarre, Lapsteel, Gesang) spielten zuvor in der Underground-Countrygruppe Tex Fury and The Silver Spurs. Hauke Evers (Schlagzeug), zuvor Mitglied der Band Huah!, ergänzte das Duo zum Trio. Die Dreier-Besetzung spielte zunächst im Vorprogramm von Lambchop. Noch im selben Jahr folgten weitere Auftritte mit 16 Horsepower, Die Braut haut ins Auge, The Jayhawks sowie Hank McCoy & The Dead Ringers.
Vogelbeobachtung im Winter, die erste CD der Gruppe, erschien 1997 auf dem Independent-Label XXS Records. Die Erstveröffentlichung dokumentiert fragmentarisch die für die Band typische Kombination aus Country-Einflüssen, Rockmusik und deutschen Texten. Der stark von Sänger, Songschreiber und Gitarrist Nils Koppruch geprägte „Folk noir“ der Band kam bei der Musikpresse gut an. Anlässlich des Fink-Preludes warf diese die Frage auf, ob deutschsprachige Country-Musik mit anspruchsvollen Texten möglich wäre.
Die Jahre 1997 und 1999 brachten einen stets wachsenden Bekanntheitsgrad. Im Laufe des Jahres 1997 stieß Andreas Voß (Bass) zur Gruppe. Gemeinsame Konzerte und Touren mit Element of Crime 1998 und 1999 dokumentierten eine musikalische wie persönliche Verbundenheit zwischen den beiden Bands. 1998 erschien auch die zweite Fink-CD (Loch in der Welt).
Nach dem Weggang von Thorsten Carstens und Hauke Evers 1998 bildeten Nils Koppruch und Andreas Voss das Bandgerippe, welches bei Fink für Kontinuität sorgte. Erweitert wurde diese Grundbesetzung einerseits durch feste Mitglieder (Dinesh Ketelsen und Henning Wandhoff an Bass und Schlagzeug), andererseits durch befreundete Gastmusiker, welche bei Touren oder Aufnahmen hinzustießen. Zum regelmäßigen Dauergast bei Konzerten und Aufnahmen entwickelte sich insbesondere der Trompeter Martin Wenk von Calexico.
1999 erschien bei dem Hamburger Label L'age D'or die dritte Veröffentlichung (Mondscheiner). 2000 folgte Nummer vier mit dem einfachen Titel Fink. Über die regelmäßig stattfindenden Touren und regulären Veröffentlichungen hinaus entstanden Einspielungen für Soundtracks (The return of the Tüdelband, ein Dokumentarfilm über die Odyssee zweier jüdischer Volksmusikanten auf der Flucht vor den Nationalsozialisten) sowie ein limitiertes Live-Album. Furore machten Fink 2003 mit der Single Bagdad Blues, einer zusammen mit den Schauspielern Peter Lohmeyer (Gesang) und Ulrich Tukur (Akkordeon) eingespielten, ironisierenden Stellungnahme gegen die US-amerikanische Bush-Regierung und den Irakkrieg.
2003 folgte beim neuen Label Trocadero das Album Haiku Ambulanz. Ergänzt wurden Koppruch und Voss von Ecki Heinz (Cow) sowie Oliver Stangl. 2004 trat die Band im Rockpalast auf. 2005 erschien das letzte Album der Band, Bam Bam Bam. Wie bereits der Vorgänger dokumentierte Bam Bam Bam ein immer deutlicheres Abrücken von den Country-Reminiszenzen der Gründungsphase zugunsten von Rock-, Funk- und anderen Einflüssen. Ab 2004 ergänzten Red (Keyboard) und Oliver Stangl (Gitarre, Banjo) von der Hamburger Band Missouri die aus Nils Koppruch (Gesang, Gitarre, harm) und Andreas Voß (Bass) bestehende Stammbesetzung.
Nach dem Ende der Bam-Bam-Bam-Tour im Jahr 2005 widmeten sich die Bandmitglieder zunächst wieder anderen Projekten. So begann Gründer Nils Koppruch mit der Arbeit an seinem Solo-Debüt Den Teufel tun, das im April 2007 veröffentlicht wurde, während Voss mit seiner Zweitband Halma im Jahr 2006 das dritte Album, Back to Pascal, herausbrachte. Kurz vor der Veröffentlichung seines Solo-Albums teilte eine Newsletter-E-Mail der offiziellen Fink-Website im Dezember 2006 mit, dass die Band Fink aufgelöst sei. Als Grund wurde angegeben, dass ein weiteres Bestehen der Gruppe nur mit weiteren personellen Um- bzw. Neubesetzungen möglich wäre, weshalb Koppruch sich entschieden habe, in Zukunft unter seinem eigenen Namen zu veröffentlichen. Koppruch verstarb im Oktober 2012 im Alter von 46 Jahren.

## Stil und Rezeption
Von der Etikettierung „Country mit deutschen Texten“ distanzierte sich die Band in mehreren Interviews. Einerseits räumte sie zwar ein, dass sie diese Festlegung durch eigene Statements und missverständliche Aussagen mitverursacht hat. Die Einflüsse des Alternative Country durch US-Bands wie Lambchop und Giant Sand wurden im Lauf der Jahre jedoch erweitert durch Elemente aus Chanson, Rock, Funk und Reggae. Markenzeichen der Band blieben Koppruchs oft in der Ich-Form erzählte, lakonische Song-Geschichten.
Immer wieder verglichen wurden Fink zum einen mit Element of Crime. Die in einem lakonischen Noir-Stil daherkommende Gesellschaftskritik, welche pädagogisierende Agitprop-Konzepte völlig außen vor ließ, provozierte darüber immer wieder Vergleiche mit Ton Steine Scherben, der Politrockband aus den 1970er Jahren. Befördert wurde diese Diskussion unter anderem durch den Film Der Traum ist aus oder die Erben der Scherben aus dem Jahr 2001, der inhaltliche Kontinuitäten zwischen Ton Steine Scherben einerseits und Musikern aus der aktuellen Independent-, Liedermacher- und Hip-Hop-Szene andererseits thematisierte (siehe auch: Lassie Singers, Britta, Die Sterne, Tilman Rossmy, Die Braut haut ins Auge, Bernadette La Hengst, Hans Söllner und Funny van Dannen).

## Diskografie

### Studioalben
- Vogelbeobachtung im Winter (XXS Records/Indigo, 1997)
- Loch in der Welt (XXS Records/Indigo, 1998)
- Mondscheiner (L'Age d’Or/Rough Trade Records, 1999)
- Fink (L'Age d’Or/Rough Trade Records, 2001)
- Haiku Ambulanz (Trocadero Records/Indigo, 2003)
- Bam Bam Bam (Trocadero/Indigo, 2005)

### Livealben
- Letzter September (Normal Records, 2002, auf 2000 Exemplare limitiert)